# لیک‌شور، انتاریو
لیک‌شور، انتاریو (به انگلیسی: Lakeshore, Ontario) یک منطقهٔ مسکونی در کانادا است که در شهرستان اسکس، انتاریو واقع شده‌است. لیک‌شور ۳۶٬۶۱۱ نفر جمعیت دارد.